# Situació política del Imperi Otomà i l'entorn (1401)
La situació política a l'Imperi Otomà així com el seu entorn, prèvia a la guerra amb Tamerlà, i les negociacions entre les dues parts, ajuda a entendre que va portar a la guerra el 1402.

## Activitat de Baiazet (1401)
Baiazet I va creuar Àsia Menor i va arribar a Sivas on ja s'havia establert el seu fill Suleyman. Després es va dirigir a Erzincan, va derrotar les forces locals i va entregar el govern al seu protegit Kara Yusuf dels kara koyunlu però al cap de 16 dies va haver de desistir perquè els habitants no l'acceptaven i reclamaven el retorn de Tahartan. Kara Yusuf va demanar poder-se retirar a Kayseri per descansar. Baiazet I va retornar el poder a Tahartan però el va privar del seu harem i dels seus fills, enviats a Brusa com hostatges. Tahartan, no obstant això, en veure's privat del seu harem i del seu tresor, va enviar una queixa al seu protector Tamerlà, a la cort del qual s'havien refugiat els prínceps de Aidin, Mendeixia i Sarukhan. Després Tahartan anirà a la cort de Timur en persona segons Clavijo. Tahartan i l'emir de Germiyan van pressionar a Timur per una intervenció a la qual es resistia però quan Baiazet I va ajudar a Kara Yusuf dels kara koyunlu i a Ahmad ibn Uways dels jalayírides, sentint amenaçat l'Azerbaidjan, es va veure forçat a actuar. Una primera ambaixada havia intentat un modus vivendi, però ara Timur va exigir la evacuació d'Erzinjan i dels emirats turcs que havien de ser retornats als seus sobirans legítims; també va exigir l'entrega de Kara Yusuf, viu o mort. Baiazet I va refusar en termes que semblaven una declaració de guerra.
Aquest èxit a Erzincan va encoratjar Baiazet I per la conquesta de Constantinoble, ja que segons l'Alcorà el ghazi vencedor de Rum, hereu per dret de conquesta de la monarquia universal (vinculada a la possessió de Constantinoble) no podia ser atacat sense sacrilegi. Baiazet I va convidar Joan VII a cedir-li la capital a canvi d'un altra província i el va amenaçar en cas de refusar la oferta, de no deixar viva ni un anima a la ciutat. El regent Joan, que estava esperant la resposta de Timur a les peticions d'ajut del emperador Manuel II, va rebutjar l'ultimàtum. Joan de Chateaumorand, lloctinent de Boucicaut, es va preparar per la defensa i Joan VII va demanar a Venècia un nombre mes gran de galeres ja que la flota otomana de Gal·lípoli bloquejava els Dardanels i que l'exèrcit otomà estava acampat sobre els turons que dominaven la factoria genovesa de Pera, la qual havien començat altre cop a bombardejar (igual que Constantinoble).
Quan Timur va saber el que havia passat a Erzincan va enviar des d'Ujan al seu fill Xah Rukh i als emirs Sulayman Xah i Jahan Xah. Els mirzes (fills i nets grans), els shahzades (descendents mascles) i els amirs acampats al Ming Gol van rebre ordre de posar-se al servei i ordres de Xah Rukh. Els prínceps acampats a Menkul després de fer una ràtzia a Geòrgia (1401) foren també cridats. Xah Rukh va sortir d'Awnik i va arribar fins a Nevine on es va trobar amb Xaikh Ali, nebot de Tahartan, que venia a obrir negociacions com seguidament veurem.
Un exèrcit de 15.000 turcs va ser derrotat per un fill de Timur (que havia de ser Xah Rukh) a Sivas, probablement no el gruix de l'exèrcit del príncep sinó només una avançada ja que Shah Rukh en persona no hauria arribat tant lluny en cap cas. Insegur, Baiazet I va obrir negociacions per mitjà de Tahartan, el qual va enviar al seu nebot Xaikh Ali; es va acordar una pau fraternal i una aliança sincera; el mediador recuperaria les seves esposes i fills si la pau era concertada. Amb la mediació de Xaikh Ali, nebot de Tahartan, l'exèrcit de Xah Rukh es va aturar a la zona d'Awnik; Xaikh Ali fou enviat al campament de Timur degudament escortat.
Però les converses de pau no van tenir èxit. Kara Yusuf, protegit de Baiazet I, va atacar la caravana anual de pelegrins a la Meca i les converses es van trencar. Baiazet I va escriure una carta amb paraules de submissió cap a Timur, carta que va arribar a la regió del Karabakh el 29 de novembre de 1401 Timur es va traslladar a Ujan i va estar uns dies al kiosk d'Argun; Timur havia cridat a la reina Tuman Agha, la qual va sortir de Samarcanda i va anar a Bukharà on va visitar diverses tombes; va travessar el riu Jihun a Amuye, va arribar a Makhan, va passar el desert de Bigen i d'allí a Mashad on va visitar la tomba d'Ali; va seguir fins a Sultaniya i d'allí a Ujan; allí va poder abraçar als prínceps Ibrahim Sultan i Sad Vaccas; Timur la va rebre junt amb la seva filla Beghisi Sultan i la cosina Sadekin Agha. Timur va anar de Ujan a Tabriz i es va dedicar a la cacera i a l'administració de l'imperi.
Timur va rebre als ambaixadors otomans i els va proposar tres coses per evitar la guerra:
1. Execució de Kara Yusuf
2. Entrega de Kara Yusuf encadenat
3. Expulsió de Kara Yusuf de territori otomà

Si acceptava una de les tres solucions, Timur li facilitaria a Baiazet I mitjans per seguir la guerra contra els cristians. Els ambaixadors foren tractats amb molts honors i van poder contactar amb els ambaixadors de l'emperador Manel II, i saber de primera mà que l'emperador romà d'Orient estava disposat a pagar a Timur el tribut que pagava al sultà otomà. Timur va anunciar que la primavera següent aniria a Anatòlia on esperaria la resposta de Baiazet I. Aquest, tot i que considerat pels musulmans un ghazi, lluitador per la fe, havia tingut alguns fets que el començaven a fer sospitós: s'havia casat amb una cristiana (la filla de Llàtzer de Sèrbia) i havia protegit a un bandit com Kara Yusuf que havia assaltat a pelegrins musulmans. Amb les victòries de Timur a Síria els obstacles militars pels timúrides eren molt menors que els que podien resultar d'una aliança entre mamelucs i otomans i controlava la marca fronterera de l'Eufrates sota Kara Osman, conservant l'aliança de Tahartan. Els emirs deposats que estaven a la seva cort, li asseguraven un cert suport a Anatòlia. Amb el retorn dels ambaixadors imperials a Constantinoble aquests començaven a preparar la cooperació de la flota imperial i la dels genovesos de Pera (l'ambaixador Julian Maiocho avalava la actuació genovesa), i la flota de Manel III Comnè, emperador de Trebisonda i cunyat de Tahartan que s'havia declarat vassall de Timur, assegurant a Timur poder tancar els Dardanels i impedir l'arribada de reforços. Només el cansament de les pròpies tropes era un punt en contra de Timur. Els ambaixadors imperials François i Sarthu van tornar a Constantinoble el 29 d'agost de 1401, i van comunicar al regent imperial i al podestà de Pera la decisió de Timur de iniciar una expedició contra Baiazet I. No obstant la decisió encara va tardar una mica a prendre’s. Els ambaixadors van tornar amb la resposta tot seguit i van embarcar amb la galera de Bartolomé Spinola cap a Trebisonda el 10 de setembre de 1401.

## Situació a Morea (1401)
Mentre a Morea, la venda de Mistra i Kalavryta (1401) a l'Ordre de sant Joan, va aixecar una onada d'indignació que va posar en perill la vida dels representants de l'Ordre, que nomes van ser salvats per la intervenció del metropolità grec i líder del partit nacional, que va calmar l'agitació. Al mateix moment el cap dels navarresos, Pere de Saint Supéran, seguint l'exemple d'Antonio Acciajouli que havia demanat ajut als turcs contra Negrepont, va demanar també suport als otomans ja que l'extensió de l'Ordre li semblava una amenaça a la seva pròpia autoritat. Abans de iniciar una acció diplomàtica per obtenir l'expulsió dels cavallers del despotat, el sultà va enviar a les seves tropes a la península assolant els territoris de Coró i Modó. Això inquietava notablement a la família imperial (la família de l'emperador Manel estava a Modon; l'emperadriu Teodora havia estat acollida allí per Venècia a petició de Manel) sinó que atacava en temps de pau a la República de Venecia, que com Gènova, estava a més interessada en conservar Constantinoble en mans imperials.

## Venècia (1401)
Venècia havia comptat en aprofitar la feblesa de Gènova (que ara havia caigut en la guerra civil) i d'Hongria, per apropiar-se de Dalmàcia i Friul en aliança amb Joan Galeàs Visconti (contra Francesc de Carrara) per després encapçalar una aliança en contra del seu antic aliat (1398). Venècia havia aconseguit dominar la terra ferma però en guerres fetes per mercenaris als que s'havia de pagar, pagament que havien exhaurit el seu tresor i havien fet passar els seus interessos a Orient a un segon pla. Tenia forts enemics a Itàlia (Gènova, Carrara, els Visconti) i la seva marina no passava pel millor moment. Una sèrie de posicions a les mars Adriàtica i Egea li podien servir com a barrera naval continua per mantenir el control de la navegació (tenint en compte que Tenedos no tenia fortificacions).
En aquest sentit va adquirir Argos i Nàuplia (cedides per l'emperador pel tractat del 27 de maig de 1394 i ocupada l'11 de juny següent), va establir el protectorat a Corfú (el castell i l'illa es van rendir el 28 de maig de 1386 i Nàpols va renunciar als seus drets amb el pagament de 30.000 ducats d'or), va intervenir en les qüestions feudals de Negrepont (dividida en tres senyories però que a la mort el 1383 de Nicolas dalle Carceri i el 1390 de Jordi III Ghisi, va quedar sota domini venecià), va dominar Tinos (3 d'agost del 1400) i Parga mentre que a la costa albanesa dominava Durazzo, Croia, Shkodër. Drivasto i Dagno. Però humiliada a Argos (Argòlida) i amenaçada a Cerigo i Negrepont, Venècia va començar a pensar seriosament en ajudar a l'Imperi Romà d'Orient per evitar la caiguda de la capital a mans dels turcs i va enviar una ambaixada al rei de França proposant una expedició conjunta contra els turcs (1399). Es va associar a l'expedició de Boucicaut (1399) i va deixar 4 galeres per vigilar Constantinoble. Mentre que Pere Arimondo, capità general de la mar Adriàtica intentava negociar un armistici amb els turcs (juliol de 1399) el Senat buscava un mitjà secret per contrarestar la creació de la flota otomana.
Quan aquesta flota va aparèixer a l'Arxipèlag i va amenaçar el comerç (i la seguretat de les colònies), Venècia es va esforçar per arribar a un acord amb el sultà. La proposta de Mrska Markovitx, senyor d'Aulones (avui Vlorë), de cedir els seus estats a la república, que normalment hauria estat acceptada, va haver de ser rebutjada (estiu del 1400; no obstant Venècia va mostrar la seva intenció de defensar Avlona, però sense trencar amb els otomans) igual que la petició d'ajuda de Teodor de Mistra davant els atacs otomans. Aquesta línia negociadora era encoratjada per Suleyman, fill de Baiazet I, en contacte amb Venècia; el duc de Creta, Alanio Baduario, va rebre una proposta formal de pau i avantatges comercials a canvi de l'ajuda a Suleyman en una eventual futura lluita per la successió de Baiazet I. Venècia va enviar un ambaixador a Altoluogo (Ayasoluk) per negociar qüestions comercials amb Suleyman. També va proposar al sultà un armistici a Morea (el 22 de març de 1401 el senat va donar plens poders a Franchesco Foscari vice-batlle de Constantinoble, i a Nicola Capello, vici-capità de galeres de Romania, per negociar) que fou acordat. Saint Superan va demanar excuses i els otomans van renunciar als atacs a Modon o Coron.
Fou en aquesta situació quan Venècia va rebutjar ajudar a Constantinoble i es va limitar a enviar dos galeres millors per substituir a les dues que tenia a la ciutat, sempre sense indisposar als otomans. Així seguirà Venècia fins que Timur els va assegurar que atacaria (l'estiu del 1401) quan la república va canviar la seva política. Llavors va començar a negociar (20 d'abril de 1402, hi es va enviar a Pere Nuani) la compra de Lepant, el senyor albanès de la qual estava en bons termes amb els otomans. També va iniciar negociacions amb els governs de Quios, Rodes i el ducat de l'Arxipèlag per formar una lliga contra els turcs; si Timur tenia èxit Venècia comptava en desfer-se de la flota otomana i per tractat o per compra adquirir Gal·lípoli (que nomes defensaven 9 galeres i alguns vaixells menors).

## Gènova (1401)
Pel seu costat Gènova havia hagut de demanar la protecció francesa per evitar la lluita entre els dux (des de 1339 representants del poble), i la noblesa. El lloctinent reial substituiria als dux mentre el poble, amb predomini dels gibelins, es reservava el govern. Adorno (governador de 27 de novembre de 1396 a 18 de març de 1397), Waleran de Luxemburg comte de Liney i Saint Pol (governador de 18 de març de 1397 a 23 de novembre de 1397), Pere Fresnel bisbe de Meaux (governador de 12 de novembre de 1397 a 18 de juliol de 1398), Bourleux de Luxemburg (governador del 18 de juliol de 1398 a 21 de setembre de 1398) i Colard de Calleville (21 de setembre de 1398 a 12 de gener de 1400) es van limitar gairebé a satisfer les peticions dels gibelins i el govern no s'ocupava dels interesos genovesos a l'Orient. A la petició d'ajut de l'emperador Manel II, el govern de Gènova es va limitar a nomenar tres comissaris per reunir les almoines demanades per cartes apostòliques.
Una ambaixada enviada al rei Carles VI, dirigida per Emmanuel Grillo i Enrico Illioni (nomenats el 13 de desembre de 1398), per l'organització d'una croada franco-veneciana (de la qual Gènova havia estat informada pel negociador venecià Carlo Zeno a principis de 1399) no va poder culminar la tasca per dificultats d'ordre intern. Només la participació francès i veneciana a l'expedició de Boucicaut va decidir a Gènova a nomenar una comissió encarregada d'ocupar-se de l'equipament de galeres d'acord amb el governador i l'Oficina de Romania; les despeses foren satisfetes pels principals ciutadans que va prestar cadascun cent florins fins al aixecament de les subvencions d'Orient, que va resultar ple de dificultats i va retardar l'expedició. Finalment el 12 de gener de 1400 la revolució va triomfar a Gènova i va posar fi al govern de Colard de Caleville i va procedir a l'establiment de la dictadura de Baptista Boccanegra. Després de la seva gesta a Constantinoble, Boucicaut, amb un enorme prestigi, fou designat pel rei de França per assolir el govern de Gènova (23 de març de 1400) i es va poder imposar a les faccions i restablir l'ordre però les tasques interiors (i en el exterior la situació a Xipre) no li van permetre oferir cap ajut a Constantinoble contra els otomans, tot i el seu desig sincer d'ajudar.